# Marek Drtina
Marek Drtina (* 5. června 1989 Pardubice) je český lední hokejista hrající na pozici obránce.

## Život
S hokejem začínal v klubu HC Pardubice, za který nastupoval v jeho mládežnických výběrech. Jen v sezóně 2007/2008 vedle pardubických juniorů nastupoval také za královéhradecké juniory a v tomto mužstvu také nastoupil ke dvěma zápasům mezi muži. Další ročník již opět nastupoval za juniory Pardubic, ale odehrál za jejich muže také jeden extraligový zápas a v pěti utkáních nastoupil za HC Trutnov. Během sezóny 2009/2010 hrál za juniory i muže Pardubic, ale k nejvíce zápasům nastoupil v barvách HC Chrudim. Za muže Pardubic a Chrudimi pak hrál ještě i v následujícím ročníku. Během sezóny 2011/2012 nastupoval nejen za Pardubice, ale také za Duklu Jihlava, v následujícím ročníku pak vedle Pardubic a Jihlavy ještě za Hradec Králové. Sezónu 2013/2014 kompletně odehrál za mužstvo BK Havlíčkův Brod a po ní přestoupil do zahraničí, když na ročník 2014/2015 odešel hrát za HK 36 Skalica. Po roce se ale vrátil zpět a sezónu nastupoval za LHK Jestřábi Prostějov. Odtud před ročníkem 2016/2017 odešel do klubu HC Slavia Praha. Když se ale na začátku října 2016 kvůli finančním problémům začala zbavovat některých hráčů, patřil mezi ně i Drtina, jenž zamířil opět do zahraničí, a sice do slovenského klubu HC Nové Zámky.
Během ročníku 2010/2011 získal s Pardubicemi třetí místo v extralize a o rok později slavil se stejným klubem titul.